# 第1號小提琴協奏曲 (莫扎特)
《降B大調第1號小提琴協奏曲》，作品號K. 207，是莫扎特創作的音樂作品，1773年於薩爾茨堡完成。當時他只有17歲。他所寫的小提琴協奏曲和相關的單樂章作品，都是為小提琴家安東尼奧·布魯勒堤而寫的，不過莫扎特私底下對他卻不太有好感。
本曲一直以來都被誤以為和其餘四首小提琴協奏曲於1775年創作，後來經過筆跡專家沃爾夫岡·普拉特和紙張及水印專家艾倫·泰森的檢測，證實此曲和其他小提琴協奏曲並不屬於同時期作品。而手稿上所寫的日期，亦證實應是1773年4月14日而非1775年4月14日。
此外，在音樂風格上本曲亦和後期的四首小提琴協奏曲不同。本曲較重奧地利風格，小提琴顯現一種優雅、微妙而帶魅力的旋律表達，反而另外四首則充滿法國嘉蘭特音樂風格，小提琴獨奏的技術性和炫耀性亦較強烈。

## 分析

### 配器
- 獨奏小提琴
- 木管樂器：2雙簧管
- 銅管樂器：2圓號
- 絃樂器：第1小提琴、第2小提琴、中提琴、大提琴及低音提琴）

### 結構
全曲共分成三個樂章:
第一樂章
快板（Allegro），約6-7分鐘
奏鳴曲式
- 樂隊齊奏部份(1-24小節)：主要旋律部份呈示。
- 呈示部

- 獨奏第一主題(25-31小節)：依(1-3小節)後稍為改變結尾部份，最後兩小節樂隊模仿齊奏段的終結式。
- 獨奏第一副題(32-48小節)：以16分音符群及切分音所組成的樂段，屬和絃調。
- 獨奏第二主題(48-65小節)：獨奏加入三連音的分解和弦，並持續以16分分解和弦為主。

- 過場(66-74小節)：取自齊奏部份的素材
- 發展部(75-98小節)：轉成小調段以八度跳進開始，再配合三連音分解和絃所組成。加入了在齊奏部份出現的裝飾音組。
- 過場(99-107小節)：新材料，以類似小結尾的方式返回再現部。
- 再現部

- 獨奏第一主題(108-114小節)
- 獨奏第一副題(115-149小節)：回到主調，(133-139小節)是伸延部份，獨奏長音下，樂隊彈出齊奏部份(5-11小節)的旋律。後來獨奏重新接入
- 獨奏第二主題(149-167小節)：獨奏加入三連音的分解和弦，並持續以16分分解和弦為主。

- 華彩前過場(167-171小節)：以16分音符群及符點節奏帶入獨奏華彩樂段。
- 結尾(172-181小節)：將齊奏小結尾加以擴張而成。

第二樂章
慢板（Adagio），3/4，約7-8分鐘
自由的奏鳴曲式
- 樂隊齊奏部份(1-21小節)：主要旋律部份呈示。
- 呈示部

- 獨奏第一主題(22-28小節)：新旋律，自由風格
- 過場(29-32小節)：獨奏維持長音，樂隊則重奏(1-4小節)
- 獨奏第一副題(33-36小節)：上屬和絃調的短小樂句。
- 獨奏第二主題(37-44小節)：新旋律，長音+短音組合及1拍+2拍節奏組合，伴奏以斷奏為主。
- 過場(45-46小節)：為依(14-15小節)的過場。
- 獨奏第二副題(47-57小節)：全新旋律，包含三連音及快音音群、切分音群等，

- 過場(58-64小節)：依(6-9小節)、(19-21小節)
- 發展部(65-72小節)：伴奏依第二主題，獨奏彈奏2小節為單位的模進，73小節起
- 重現部

- 獨奏第二主題(73-80小節)
- 過場(81-84小節)：依(29-32小節)
- 獨奏第一副題(85-88小節)：但和第一次在節奏上不同
- 伸延(89-96小節)：樂隊及獨奏呼應(10-13)小節
- 過場(97-98小節)：依(45-46小節)
- 獨奏第二副題(99-106小節)

- 華彩前過場(106-109小節)
- 結尾(110-116小節)

第三樂章
急板（Presto），行板（Andante grazioso），2/4，約6分鐘
- 樂隊齊奏部份(1-52小節)：主要旋律部份呈示。
- 呈示部

- 獨奏第一主題(53-68小節)：主音長音下引出三連音下行分解琵音，並採用(5,7,8,9小節)的素材，及後以十六分音群為主，並重新出現齊奏樂段的結尾。
- 過場(69-76小節)：依(45-52小節)
- 獨奏第一副題(77-113小節)：以(17-20小節)為基礎模進，後段類近第一主題後段的十六分音群但再作節奏伸延。
- 獨奏第二主題(114-142小節)：以附點節奏、裝飾音及斷奏為重點，後半部份以大幅度跳進長音及音群下結束。

- 過場(143-170小節)：主要用回開始時的齊奏材料
- 發展部(171-201小節)：主要重用獨奏第一主題大部份材料，但以小調方式彈奏，各旋律長度稍重覆增長。
- 過場(201-224小節)：重覆(17-32小節)旋律。
- 再現部

- 獨奏第一主題(225-240小節)
- 過場(241-248小節)
- 獨奏第一副題(249-287小節)
- 獨奏第二主題(288-315小節)

- 伸延部份(315-345小節)：運用(33-44小節)及擴展結尾部份
- 華彩前過場(345-356)：以(19-20小節), (27-32小節)材料
- 結尾(357-372)：齊奏結尾部份，再加上和絃終止式完結。

## 軼事
莫扎特為了遷就演奏家布魯勒堤的意見，曾經打算用另一樂章將原本的第三樂章取代，但最後原版得以補存，而額外寫成的樂章，則變成了K. 269的小提琴迴旋曲。

## 外部連結
- 《第1號小提琴協奏曲 (莫扎特)》：谱子和报道（德语），《莫扎特全集》
- 第1號小提琴協奏曲 (莫扎特)：国际乐谱典藏计划上的乐谱